# クリス・ホイ
サー・クリス・ホイ（Sir Chris Hoy MBE。1976年3月23日- ）は、イギリスのスコットランド・エディンバラ生まれの自転車競技（トラックレース）選手、レーシングドライバー。本名はクリストファー・アンドリュー・ホイ（Christopher Andrew Hoy）。

## 経歴
2005年初頭に大英帝国勲章・MBEを受章。同年7月にエディンバラ大学の博士号が授与された。また、2008年12月にナイトの称号が与えられた。2005年には国際競輪にも参加し、通算14戦4勝の成績を収めた。そして地元開催の2012年ロンドンオリンピックの開会式ではイギリス選手団の旗手を務めた。ホイのスポーツキャリアのスタートはBMX及びボート。そしてトラックレース選手としての最初のキャリアは、チームスプリントのイギリスチームの一員としてであった。

### 1999年
- 世界選手権 チームスプリント 2位
- UCIトラックワールドカップ1999
  - メキシコシティ - チームスプリント 優勝

### 2000年
- シドニーオリンピックでは、クレイグ・マクリーン、ジェイソン・クアリーとともにイギリスチームの銀メダル獲得に貢献した。
- 世界選手権のチームスプリントでもシドニーオリンピックと同じメンバーで2位となった。

その後、1kmタイムトライアル（以下、1kmTT）にも活躍の場を広げる。

### 2001年
- 世界選手権 チームスプリント 3位
- UCIトラックワールドカップ2001
  - カリ - 1㎞TT 優勝

### 2002年
- 世界選手権
  -  1kmTTでは、フランスのアルノー・トゥルナンの同種目5連覇を阻み優勝。
  -  チームスプリントも制した（+ ジェミー・スタッフ、クレイグ・マクリーン）。
- コモンウェルスゲームズ・1kmTTでは、シドニー五輪同種目優勝者のジェイソン・クアリーらを抑えて優勝。
- UCIトラックワールドカップ2002
  - シドニー - 1㎞TT & チームスプリント優勝

### 2003年
- 世界選手権 チームスプリント 3位
- UCIトラックワールドカップ2003
  - ケープタウン - 1㎞TT & チームスプリント優勝
- イギリス選手権・チームスプリント 優勝

### 2004年
- 世界選手権
  -  1kmTTで2度目の優勝。
  - チームスプリント 3位
- アテネオリンピックの1㎞TTでも、1分00秒711の大会新記録をマークして金メダルを獲得。
- UCIトラックワールドカップ2004
  - シドニー - 1㎞TT & チームスプリント優勝

### 2005年
- UCIトラックワールドカップ2004-2005
  - マンチェスター - 1㎞TT、チームスプリント 優勝
- 世界選手権
  -  チームスプリント 優勝（+ ジェイソン・クアリー、ジェミー・スタッフ）
  - しかし、大本命と目された1kmTTでは、優勝したオランダのテオ・ボスらに敗れて3位に終わる。
- イギリス選手権・チームスプリント 優勝
- UCIトラックワールドカップ2005-2006
  - マンチェスター - 1㎞TT、チームスプリント 優勝

ところが、2008年北京オリンピックでは、BMXが種目として加わる代わりに、1kmTTが種目から除外されることになったため、ホイのレースキャリアに転機が訪れることになる。

### 2006年
- 世界選手権
  -  1kmTTで3度目の優勝を果たしたが、前述の理由につき、翌、2007年の世界選手権を最後に、1kmTTでは国際大会からの撤退を決意。
  - チームスプリント 2位
- コモンウェルスゲームズ
  - チームスプリント 優勝
  - 1kmTT 3位
- イギリス選手権
  - チームスプリント 優勝
  - 1㎞TT 優勝
- UCIトラックワールドカップ2006-2007
  - シドニー - 1㎞TT、チームスプリント 優勝

### 2007年
- UCIトラックワールドカップ2006-2007の第3戦のロサンゼルス大会より初めてケイリンへ出場し、予選から他を寄せ付けず優勝。また同戦ではチームスプリントも優勝。
- 世界選手権
  -  ケイリンにおいて、前年覇者のテオ・ボスを準決勝、決勝といずれも撃破して優勝した。
  -  そして最後の出場と決意した1kmTTでは4回目の優勝を果たした。
- 5月12日、ボリビア・ラパスにおいて、500mフライングタイムトライアルにおいて、24秒758の、同種目世界記録を樹立。さらにアルノー・トゥルナンが1kmTTの世界記録を樹立した場所もある同地において、トゥルナンが記録を保持している58秒875の更新を目指した。500mのラップではトゥルナンのタイムを上回っていたが、最後はわずか0.005秒及ばず58秒880のタイムでフィニッシュし、世界記録更新はならなかった。
- UCIトラックワールドカップ2007-2008
  - シドニー - ケイリン 優勝
  - 北京 - ケイリン 優勝

### 2008年

#### 短距離種目の王者に君臨
- UCIトラックワールドカップ2007-2008
  - コペンハーゲン - ケイリン 優勝
- 世界自転車選手権
  -  個人スプリント準々決勝（1/4ファイナル）においてテオ・ボスに逆転勝ちを収め、その後も準決勝でロベルト・キアッパを、決勝ではケヴィン・シローをいずれもストレートで撃破し優勝を収め、個人スプリントでも北京オリンピックの出場権を得た。
  -  ケイリンでは予選、準決勝、決勝の3レースでいずれも勝利して世界選手権の同種目連覇を達成した。

#### 北京オリンピックトリプルクラウン達成
- 上述の2008年の世界選手権における強さは、北京オリンピックでも発揮された。まず、8月15日に行われたチームスプリントに出場。ジェミー・スタッフ（第1走）、ジェイソン・ケニー（第2走）、ホイ（第3走）で挑んだイギリスチームは、スタッフが最初の250mを17秒198という、これまでいまだ誰もマークしていなかったタイムをたたき出したことが要因となり、42秒950のタイムで予選1位通過。世界選手権同種目3連覇中で、予選2位のフランスに0.591秒という「大差」をつけた。その後、順位決定予備戦でアメリカを破ったが、ここでも勝ち上がった4チーム中、トップタイム（43秒034）をマークし、同2位のタイムをマークしたフランスと決勝で対戦。その決勝戦において、スタッフが17秒136で最初の250mを走破し、フランス第1走のグレゴリー・ボジェに0.241秒の差をつけた。このリードをケニー、ホイがさらに広げ、43秒128のタイムでゴール。フランスに0.523秒の差をつけ、ホイはまず「一冠」を手中にした。

- 最も金メダルが困難と見られたチームスプリントを制したホイは、翌8月16日のケイリンに出場。ホイにとってみれば、最も金メダルの可能性が高い種目であったが、予選、準決勝といずれも圧勝。加えて最大のライバルとみられたオランダのテオ・ボスが準決勝で落車し、その後の再レースを棄権したことで、決勝の戦前から、金メダル確実と見られていた。決勝では、道中最後方に位置していた永井清史が残りあと3周付近より上昇。その後一気に先頭に押し上げ、ホイの番手に入り込むという飛びつき策に出た。ホイは残りあと1周半地点よりスパートをかけ、これに永井がすかさず反応して2番手をキープしたが、その後ホイの加速についていけなくなり、逆に千切られてしまった。これでホイは完全に独走状態となり、最後は2着に入った同胞のロス・エドガーに3～4車身程の差をつけ、二冠を達成した。

- 8月17日から3日間に亘って行われたスプリント。予選の200mフライングタイムトライアルにおいて、9秒815のオリンピック新記録をマークしトップタイム。その後、デニス・ドミトリエフ、渡邉一成、アジズルハスニ・アワンといった相手を問題なく撃破。準決勝で対戦したミカエル・ブルガンもストレートで破り、決勝はチームスプリントで共に金メダルを分かち合ったジェイソン・ケニーと対戦したが、1本目10秒228、2本目10秒216のハロンラップタイムをマークして完勝。スプリントでも、全てストレート勝ちを収め、ついに三冠を達成した。

2009年
- UCIトラックワールドカップ2009-2010
  - コペンハーゲン - チームスプリント 優勝。しかしその後のケイリンで落車したため、同年開催の世界選手権は欠場を余儀なくされてしまった。
- イギリス選手権
  - チームスプリント 優勝
  - 1㎞TT 優勝
  - ケイリン 優勝

### 2010年
- 2009年 - 2010年シーズンのトラックワールドカップでは、マンチェスターで行われた第1戦のみ出場したが、ケイリン、スプリント、チームスプリントの「三冠」を達成。
- 世界選手権
  - チームスプリントで3位。
  -  ケイリンでは予選、準決勝、決勝といずれも1着となり、3度目の同種目世界一を達成。同時にこの優勝が世界選手権として10回目の優勝となった。
  - しかしスプリントでは、準々決勝でグレゴリー・ボジェに逆転負けし、6位に終わった。

### 2011年
世界選手権
- スプリントは当初3位、チームスプリントも当初3位だったが、フランス自転車競技連盟(FFC)が2011年11月8日、グレゴリー・ボジェに対し、18ヶ月間の期間中、2回、競技外ドーピングを行わなかったとして2012年1月6日、2010年12月23日〜2011年12月22日まで1年間の出場停止処分とする内示を提示していたが、これを受け国際自転車競技連合(UCI)は、2011年のトラックレース世界選手権におけるスプリント及びチームスプリント、さらに同年のフランス選手権のスプリントにおける優勝記録を抹消することを公表した[1]ため、スプリント2位、チームスプリントでも2位と、それぞれ順位が繰り上がることになった。
- 出場機会3連続優勝中のケイリンでは予選こそ1着だったが、準決勝では3着に終わった。決勝でもシェーン・パーキンスに敗れ2着に終わり、怪我で参加できなかった2009年を除くと、2003年以来となる同大会無冠に終わった。

UCIトラックワールドカップ2011-2012
- アスタナ - スプリント 優勝

### 2012年
UCIトラックワールドカップ2011-2012
- ロンドン - ケイリン 優勝

世界選手権
- ケイリンで2年ぶりに優勝。
- スプリント 3位

ロンドンオリンピック 
- チームスプリントでは、フィリップ・ヒンデス、ジェイソン・ケニーとともに出場。（再発走前）予選で、ヒンデスがスタート直後にバランスを崩して落車するアクシデントに見舞われたが、再発走となった予選では第3走[2]として、43秒065の五輪新記録、続く1回戦の日本戦では42秒747、そして決勝のフランス戦では42秒600のそれぞれ世界新記録樹立に貢献し、金メダルを獲得した。
- ケイリンでは、予選、準決勝、決勝と全て1着となり、五輪ケイリン史上初の連覇を達成。とりわけ、決勝戦では、最終2センターでマキシミリアン・レヴィに捲られかけながらも、4角で伸び返して逃げ切った。また、オリンピックの自転車競技における通算獲得メダル数は、ブラッドリー・ウィギンスと並ぶ7、また、同じく金メダル獲得数6は史上最多となった。

## 『サー・クリス・ホイ』
2008年度の、BBC・スポーツ・パーソナリティ・オブ・ザ・イヤー賞（イギリスの最優秀スポーツ選手賞）を受賞したホイに、ナイトの称号が与えられることになった。したがって、名前の一番前には、『サー』がつくことになる。グラスゴーにあるサー・クリス・ホイ・ベロドロームは功績をたたえてつけられた。

## 自動車競技への転身

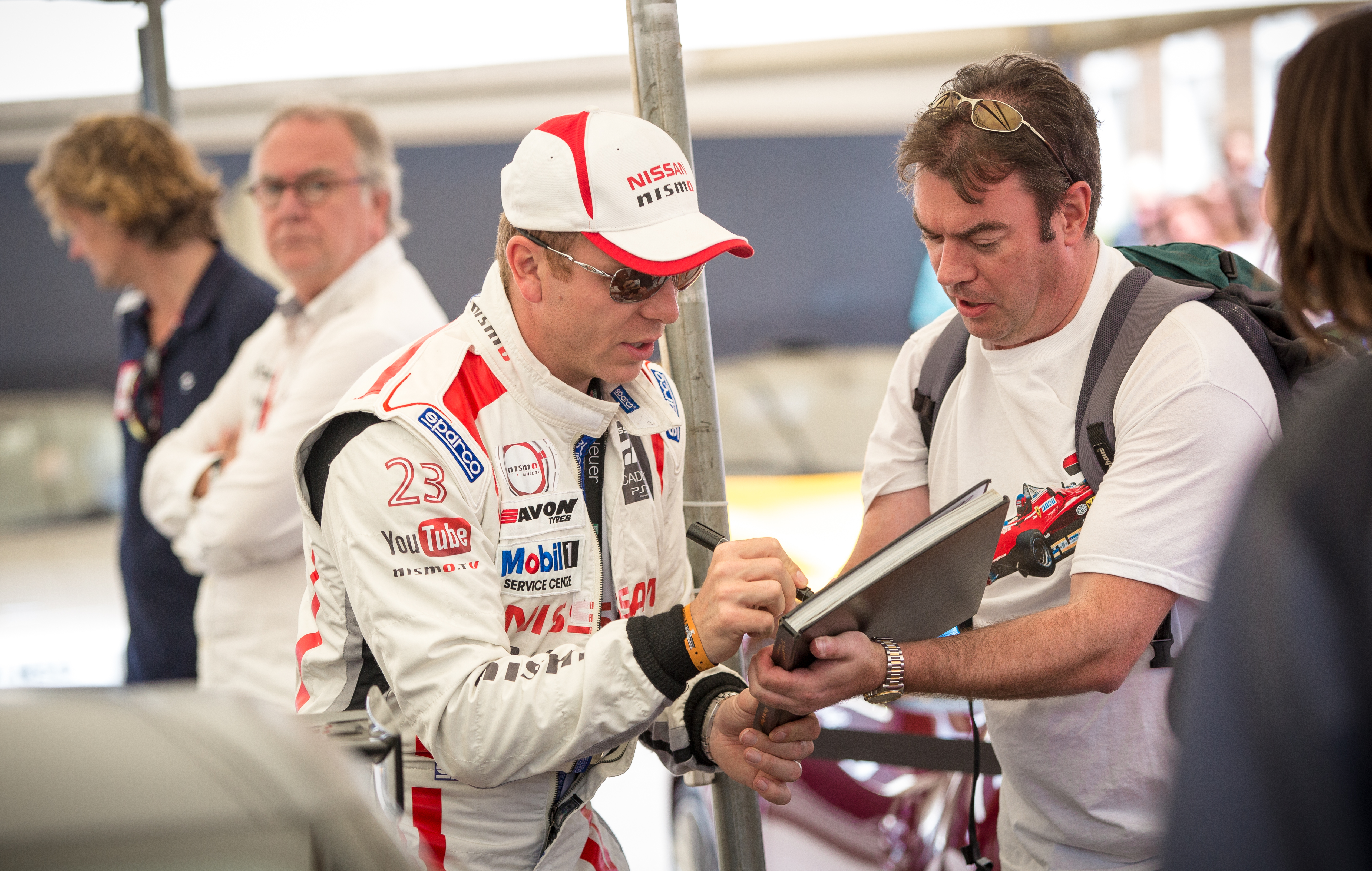
2014年グッドウッドにて

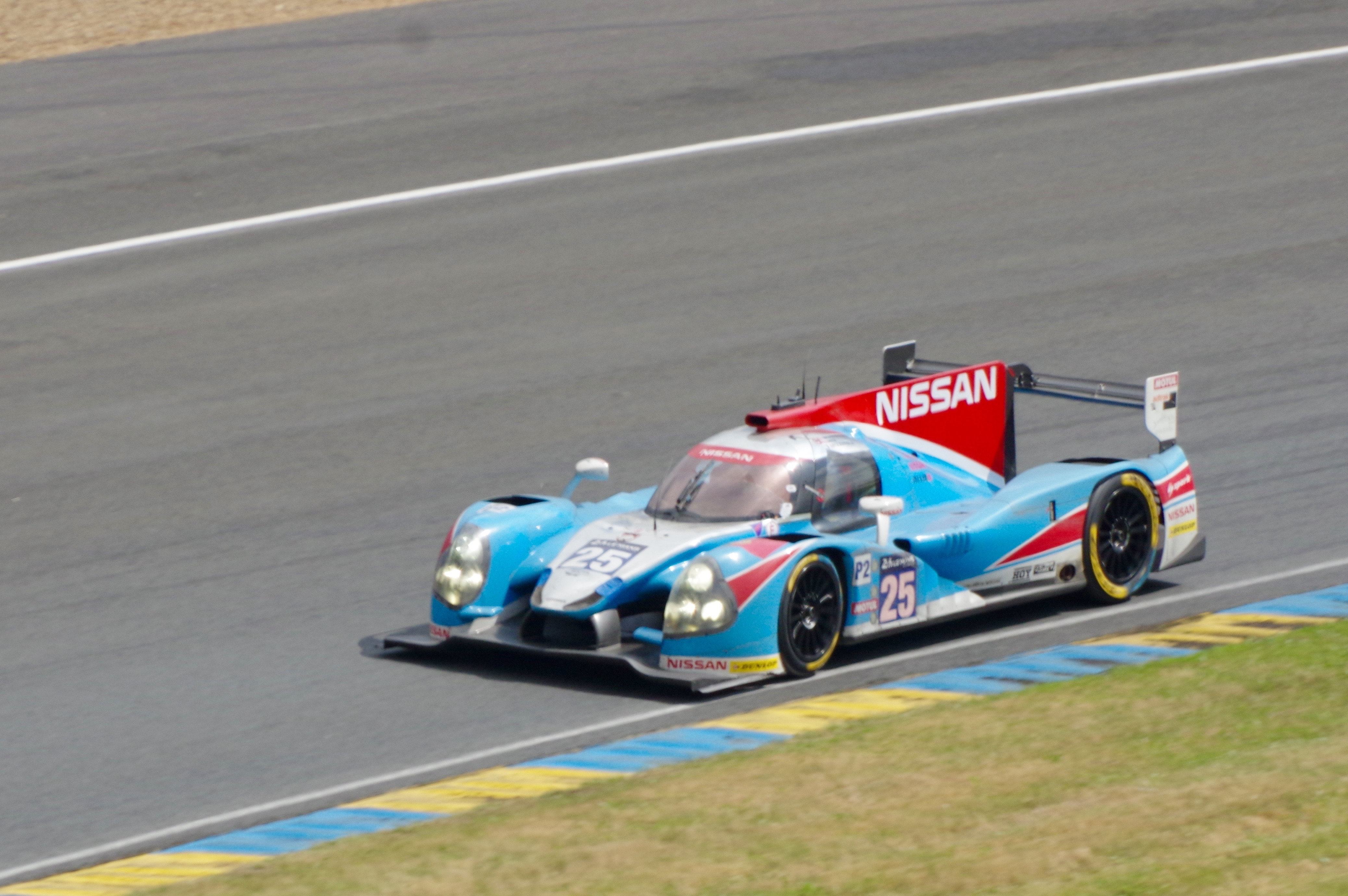
2016年のル・マン24時間レース

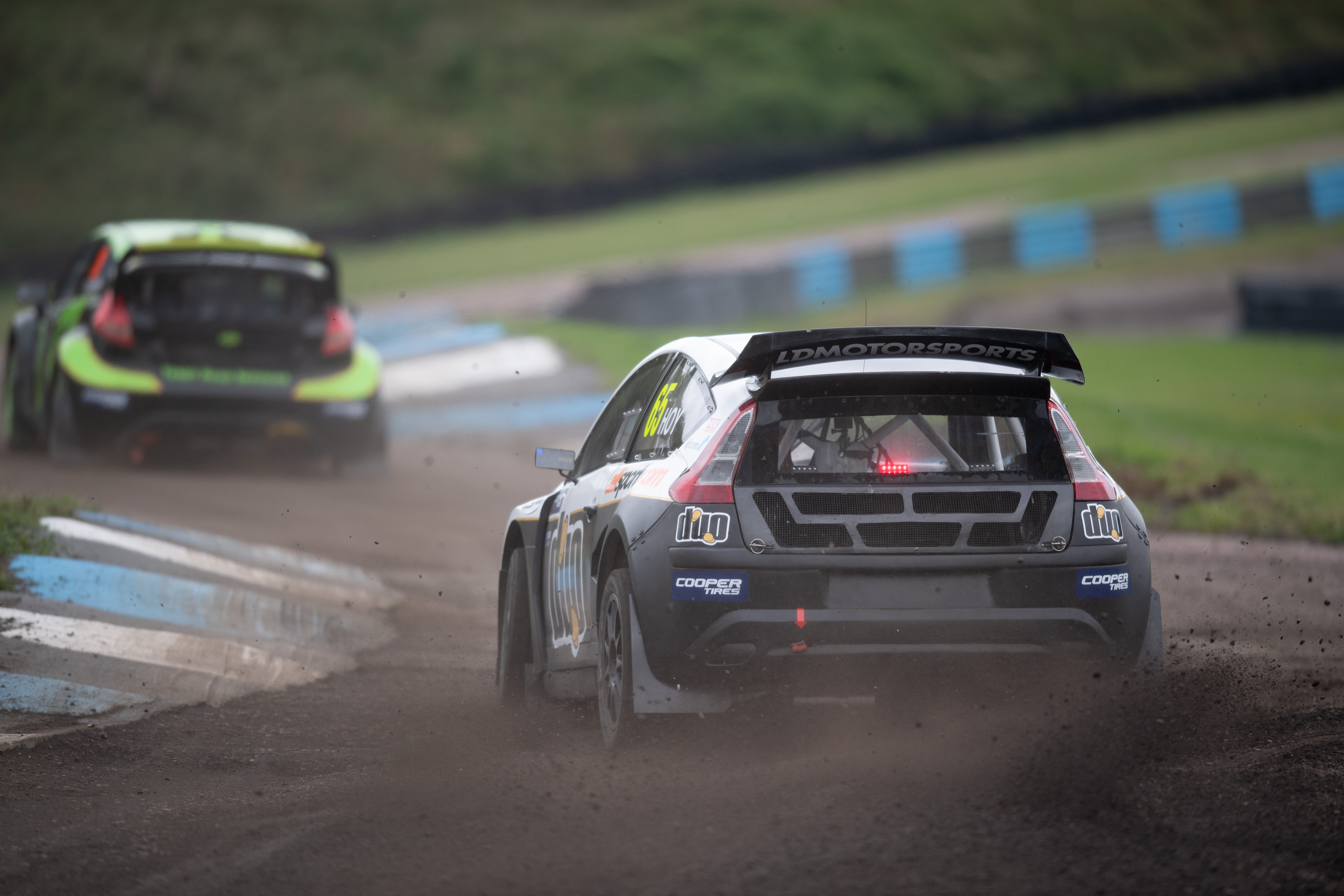
2020年BRXリッデンヒル戦

ラディカル・スポーツカーズ社の開催するSR1カップにて、2012年に四輪レースデビュー。以降ラディカルのワンメイクレースをいくつか経験したあと、2014年にル・マン24時間レースへの出場を視野に入れつつ、英国GT選手権に日産・GT-R GT3で参戦した。なお同年グッドウッド・フェスティバル・オブ・スピードにも市販車仕様のGT-Rで登場したが、観客席の手前のコーナーで曲がりきれず、藁束のバリアに突っ込む大クラッシュを喫した。
2015年にはELMS（ヨーロピアン・ル・マン・シリーズ）のLMP3クラスに日産エンジンのジネッタ・G61-LT-P3でチームLNTから参戦し、3勝を挙げてクラスチャンピオンを獲得。FIA主催の国際格レースで成果を残した。これにより、2016年にはアルガルヴェ・プロ・レーシングから日産エンジンのリジェ・JS P2をドライブし、念願のル・マン出場を果たした。
なお、2015年にはRoC（レース・オブ・チャンピオンズ）にも参戦。これは足の怪我に苦しみつつ3度目のMotoGP王者となったホルヘ・ロレンソの代役としてであった。ロマン・グロージャンとのコンビでネイションズカップに挑んだが、パスカル・ウェーレインとジョリオン・パーマーの若きコンビに敗れて一回戦敗退となった。
その後期間が空いたが、2019年に英国GT選手権のGT4クラスと、World RX（世界ラリークロス選手権）のバーレーン戦にもフォード車でそれぞれスポット参戦した。
2020年はBRX（英国ラリークロス選手権）にシトロエン・C4のRXスーパーカーでスポット参戦した。

### ル・マン24時間レース
| 年     | チーム                       | コ・ドライバー                                    | 使用車両           | クラス | 周回 | 総合順位 | クラス順位 |
| ------ | ---------------------------- | ------------------------------------------------- | ------------------ | ------ | ---- | -------- | ---------- |
| 2016年 | アルガルヴェ プロ レーシング | マイケル・ミューネマン アンドレア・ピッツィトーラ | リジェ・JS P2-日産 | LMP2   | 341  | 17位     | 12位       |

## 注記
1. ↑  Baugé and France lose World track titles - cyclingnews.com 1月6日付記事（英語）
2. ↑  ◆男子チームスプリント　日本チーム８位、優勝はイギリス - KEIRIN JAPAN 応援ポータルサイト 2012年8月3日付
3. ↑  Hoy to be knighted（サイクリングニュース 2008年12月22日付記事。英語）
4. ↑  OLYMPIC LEGEND SIR CHRIS HOY TO MAKE RACING DEBUT IN RADICAL SR1 CUP - WED 24 OCTOBER 2012
5. ↑  Sir Chris Hoy Big Crash 2014 Goodwood
6. ↑  SIR CHRIS HOY AND JOHN MCGUINNESS SET FOR BRITISH RALLYCROSS CHAMPIONSHIP ONE-OFF DRIVES